# Aaron Doornekamp
Aaron Doornekamp, né le 5 décembre 1985 à Napanee, au Canada, est un joueur canadien de basket-ball. Il évolue au poste d'ailier.

## Carrière
Doornekamp est nommé dans la meilleure équipe de la Ligue des champions 2016-2017, remportée par son club, avec le MVP Jordan Theodore, Geórgios Bógris, Melvin Ejim et Zack Wright.
En juin 2017, Doornekamp rejoint le Valencia Basket Club, champion d'Espagne en titre. Il y signe un contrat de deux ans.

## Palmarès
- Vainqueur de la Coupe d'Europe FIBA 2015-2016.
- Vainqueur de la Ligue des champions 2016-2017.